# Epilobium densiflorum
Epilobium densiflorum är en dunörtsväxtart som först beskrevs av John Lindley, och fick sitt nu gällande namn av P.C. Hoch och P.H. Raven. Epilobium densiflorum ingår i släktet dunörter, och familjen dunörtsväxter. Inga underarter finns listade i Catalogue of Life.